# Arturo Pavón Sánchez
Arturo Pavón Sánchez (Sevilla, 27 de septiembre de 1930 - Madrid, 6 de junio de 2005) fue un pianista y compositor flamenco español.

## Trayectoria artística
Arturo Pavón fue pionero y primera figura del piano flamenco. Hijo del cantaor Arturo Pavón y la bailaora Eloísa Sánchez Frías (alias Eloísa Albéniz), sobrino de Tomás Pavón y la Niña de los Peines, yerno de Manolo Caracol, esposo de Luisa Ortega y padre de Jordana y Soraya, bailaoras, y Salomé, cantaora.
Estudió en el Real Conservatorio de Música de Sevilla y desde 1949, tras presentarse en el Teatro Calderón de Madrid, realizó una gira por España con conciertos con sus versiones de los estilos flamencos. En 1954 formó parte de la compañía de su esposa Luisa Ortega acompañando sus canciones al piano, así como a su suegro Manolo Caracol en sus interpretaciones de cantes y zambras, en continuos viajes por España y América. A partir de 1961, actuó en el tablao Los Canasteros. Autor de un gran número de piezas musicales, contaba con el aprecio de la afición al arte andaluz, habiéndosele tributado un homenaje popular en 1965, en el marco del desaparecido Circo Price.